# Marusha

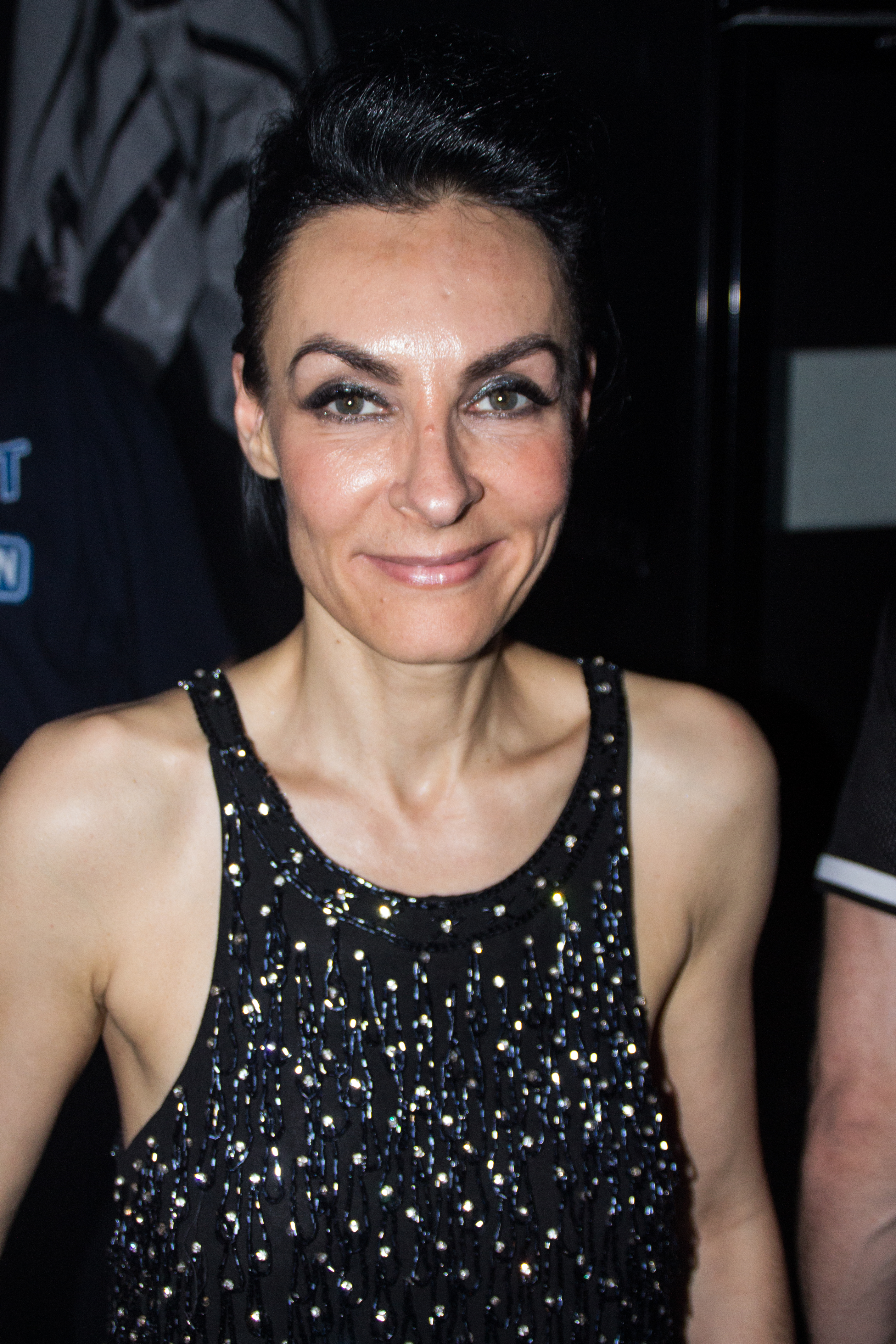
Marusha, 2015

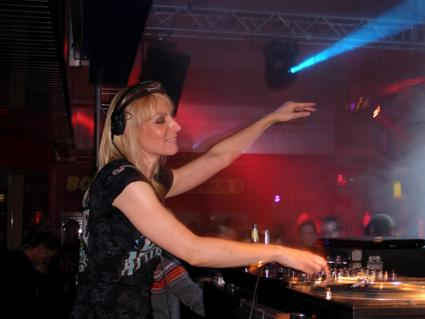
Marusha, 2009

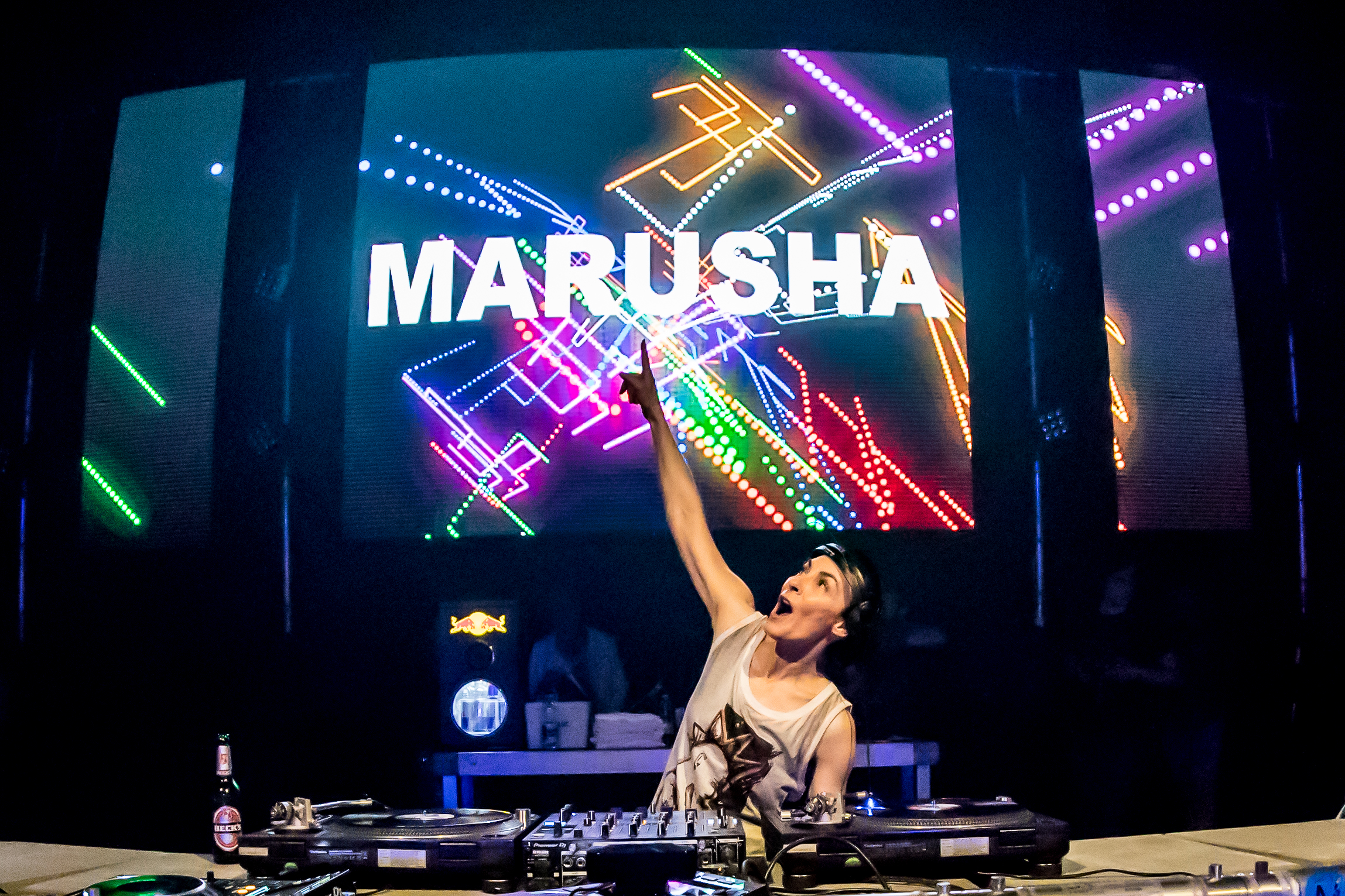
Marusha, 2017 i Mannheim

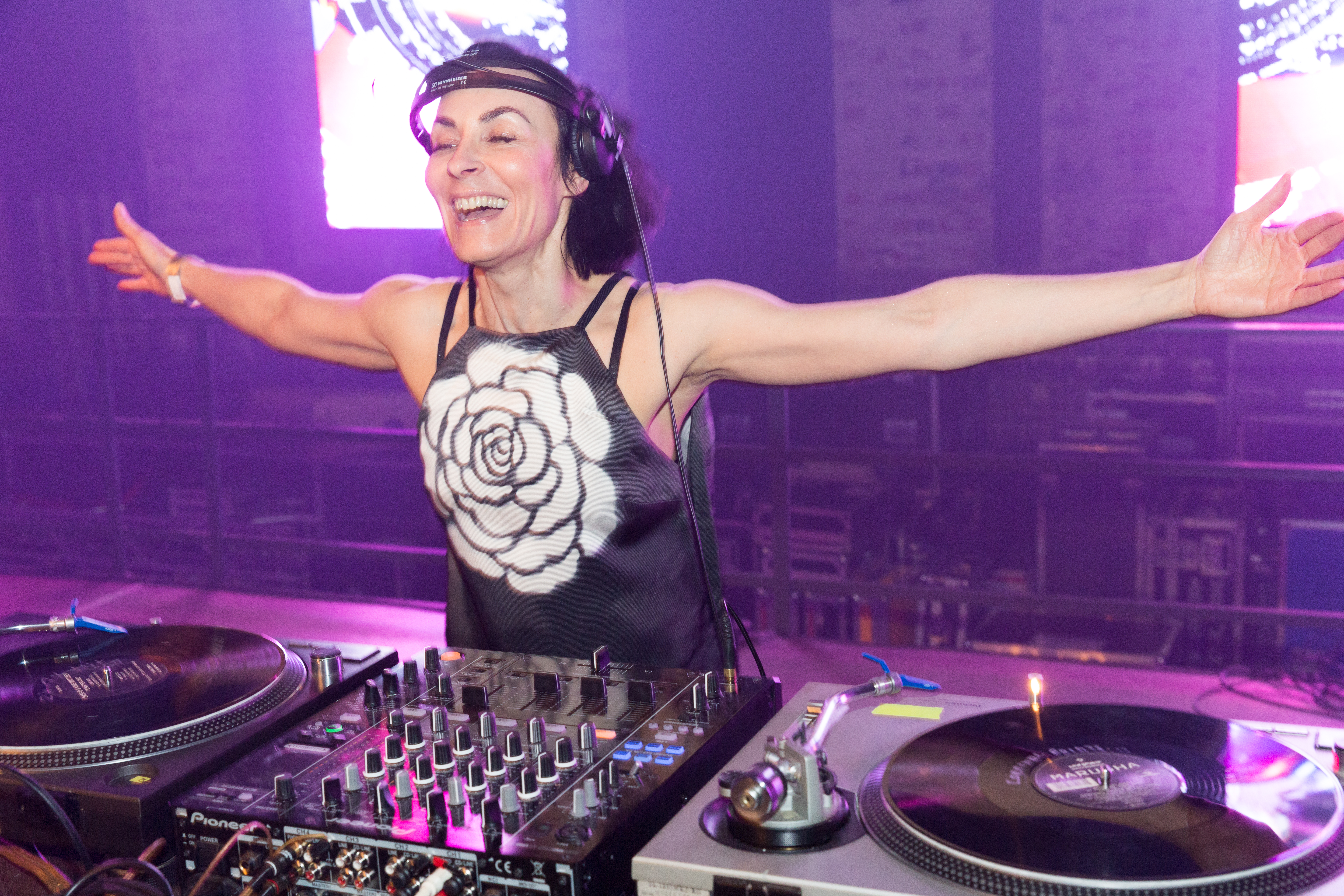
Marusha, 2017 i Berlin

Marusha Aphrodite Gleiß, född 18 november 1966 i Nürnberg, är en tysk-grekisk discjockey inom techno, happy hardcore och eurodance, programledare, musikproducent och skådespelerska. Hon är känd som en representant för kommersiell elektronisk musik. Hennes kännetecken var under en lång tid hennes grönfärgade ögonbryn. Ibland kallas hon för ”Marion” hennes riktiga namn. Namnet fick hon, då det tidigare var föreskrivet i lagen att folkbokföringsnamnet måste finnas med i tysk namnbok. Först i och med avskaffandet av lagen i början av 1990-talet kunde hon börja använda sitt namn Marusha officiellt. 

## Biografi
Fram till hennes skolstart bodde hon hos sin mormor/farmor i Grekland. 
1989 grundade den utbildade industriköpmannen den första technoklubben i sin hemstad. 
I november 1989 åkte hon för första gången med ”Dancehall” till den fortfarande existerande DDR-radiostationen DT64 för en sändning. ”Dancehall” var den allra första technoutsändningen i tysk radio. Efter det att DT64 tystnat för gott, uppstod 1992 Rockradio B. Under flera år blev programmet ”Rave Satellite” omtalat. Av Rockradio B från ORB och ungdomsprogrammet från SFB vid namn Radio 4 U, blev då 1993 återigen den gemensamma Radio Fritz. Vidare ledde hon av Ulrike Licht producerade ungdomsmagasinet i TV ”Feuerreiter”, vilket först sändes ut över ORB och efteråt i ARD. 
1991 började Marusha arbetet med ett eget musikstycke. Det stora genombrottet kom 1994 med titeln ”Somewhere over the Rainbow, en cover på ledmotivet med samma namn ur filmen Trollkarlen från Oz från 1939. Singeln såldes i över 50000 exemplar och nådde plats tre på Media-Controls listor och därmed skapade det vägen för kommande eurodance, Happy Hardcore låtar. Denna framgång förde samman henne med Westbam och med hans bror DJ Dick, vem Westbam då var lierad med. Även de efterföljande singlarna ”It takes me away” och Marushas debutalbum ”Raveland” kom med på de tyska topplistorna. 
Då kallade man Marusha ”The Queen of Techno”. Marusha hade vid det här laget uppträtt i omkring 30 länder. 
1995 släpptes det likaledes mycket framgångsrika efterföljande albumet ”Wir”, vilket innehöll hitsinglarna ”Deep”; ”Unique” och ”Secret”, och Marusha fick beskåda en stor mediapress och listframgångar. Marusha reste väldigt mycket runt Jorden non-stop
,från ett rave till ett annat. Därmed lade hon undan för första gången kommande produktioner. Först i slutet av 1997 släppte hon en ny singel vid namn  Ur Life, vilket skulle bli för närvarande Marushas sista hit. Albumet No hide no run släppt 1998 kunde inte trots bra kritik nå upp till samma framgångar som med 'Wir och Raveland. Singelsläppet Free Love och My best friend kunde inte längre nå samma höga placeringar som tidigare produktioner. Detta berodde på andra, vilket gjorde att hon starkt förändrade sin technomusik under det sena 1990-talet, att äkta ravespår inte var särskilt efterfrågat.  Även om det nya albumet hade anpassat sig med den nya technostilen, gick det inte riktigt hem hos fansen.  
Sedan 1997 har Marusha till stor del försvunnit från media.
1998 spelade Marusha in filmen Planet Alex som asiatiskan Asaki. För att anpassa sig inför rollen, färgade hon sitt hår svart. Därmed tog hon bort sitt kännetecken, de gröna ögonbrynen.
Efter ett längre uppehåll, försökte Marusha sig på andra stilar Drum ’n’ Bass (Maru) , kom 2002 ett mixalbum med titeln Nonstop vilket kom från en compilationserie. Detta år löpte hennes kontrakt med Low Spirit ut och Marusha grundade ett eget skivbolag Ping Pong Productions, från vilket nu alla hennes spår blev släppta. 2003 kunde singeln Snow in July rent av åter nå topllistorna. 
I 2004 släppte Marusha ett nytt album vid namn ”Offbeat”, vilket signalerade nydaning och skulle föra med sig en musikalisk vändning. Marusha hade lagt grunden för en musik vid sidan om den kommersiella och rörde sig nu med ära mot den alternativa sektorn. 
2005 blev hon mamma till en liten pojke (Quentin). Pga detta avsade hon sig för ett halvår programledarskapet för hennes veckovis ledda program ”Rave Satellite” på Radio Fritz - programmet blev från och med då lett av Fritz-medarbetaren ”Gesine Kühne”. 19 november 2005 återtog hon programledarskapet. 

I mitten av augusti 2007 beslöt Rundfunk Berlin-Brandenburg, att föryngring av programledarna skulle ske, flera mångåriga programledare skulle bli uppsagda vid årsskiftet- så även Marusha. Som svar på detta beslut ledde Marusha sitt sista program den 25 augusti 2007 som efter 17 år i etern lades ned. Rave Satellite gick på Fritz varje lördag mellan kl. 20-22. 
Sommaren 2007 var Marusha jurymedlem i Popstars on Stage på den tyska tv-kanalen ProSieben. 16 november 2007 släpptes hennes Album Heat.

## Trivia
Sedan 1992 är hennes DJ-namn Maruscha.

## Diskografi

### Album
- 1994: Raveland
- 1995: Wir
- 1998: No Hide No Run
- 2002: Nonstop (Mix-CD)
- 2004: Offbeat
- 2007: Heat

### Singlar
- 1992 Ravechannel
- 1993 Whatever Turns You On
- 1993 Go Ahead
- 1994 Somewhere Over The Rainbow (#D 3,#A13,#CH 2,#NL 6)
- 1994 Somewhere Over The Rainbow [Remix]
- 1994 It Takes Me Away (#D 3,#A 21,#CH 18,#NL 12)
- 1994 It Takes Me Away [Remix]
- 1994 Trip To Raveland (#CH 34,#NL 30,#S 18)
- 1994 Trip To Raveland [Remix] (#S 34)
- 1995 Deep (#D 11,#A 26,#CH 20)
- 1995 Deep [Remix]
- 1995 Unique (#A 38,#FIN 8)
- 1995 Unique [Remix]
- 1996 Secret
- 1996 Secret [Remix]
- 1996 Everybody [erschien ausschließlich als Promo]
- 1997 Ur Life
- 1997 My Best Friend
- 1998 Free Love
- 1998 Ultimate Sound
- 2000 Jumpstart
- 2000 Jet [als Maru]
- 2002 Touch Base / Chimex [als Maru]
- 2003 Snow In July
- 2004 Cha Cha Maharadsha
- 2007 Kick It (DE #70)

### Remixer
- 1995 Suspicious - Lovewaves
- 1995 Yves Deruyter - Outsiders
- 1995 Tom Novy - I House U
- 1998 Bee Gees – World
- 2001 Söhne Mannheims - Dein Glück
- 2002 DJ Emerson - Viper Jive
- 2008 Simon Stockhausen - Taipei Temple

## Utmärkelser
- 1995: Comet som ”Best Techno Act“
- 1995: Echo som ”Bästea konstnär i landet“